# Kerk aan de Markt (Hamburg-Niendorf)
De Kerk aan de Markt is een luthers kerkgebouw in Niendorf, een stadsdeel in het district Eimsbüttel van de Vrije en Hanzestad Hamburg. De centraalbouw geldt als een van de belangrijkste barokke bouwwerken van de stad.

## Voorgeschiedenis
Tussen Hamburg en Denemarken bestond sinds de 17e eeuw een langlopend conflict over de erkenning van de rijksstad Hamburg en de staatsrechten in de noordelijke gebieden van de hanzestad. In de jaren 1768-1769 bereikten de beide tegenstanders ten slotte een vergelijk, het zogenaamde Verdrag van Gottorp. Voor Niendorf had het verdrag tot gevolg dat het samen met een aantal andere dorpen uit de omgeving onder Deens bestuur bleef, terwijl het naburige Eppendorf bij Hamburg werd ingedeeld. Door deze herindeling raakten de dorpen hun kerkgebouw in Eppendorf kwijt, waardoor de bouw van een nieuwe kerk nodig werd.

## Architectuur en bouw van de kerk
Voor de bouw van de kerk van Niendorf werd de architect Heinrich Schmidt in de hand genomen, die de nieuwbouw naar de voorbeelden van de kerk van Rellingen en de kerk in Brande-Hörnerkirchen ontwierp. Het achthoekige gebouw werd tussen 1769 en 1770 gebouwd in lijn met het ideaalbeeld van een protestants godshuis van de 18e eeuw, waarin alle gelovigen vanuit elke plek een goed zicht op de kansel moesten hebben. Het kerkgebouw werd van baksteen opgetrokken en de muren werden met grote, dubbele rondboogvensters doorbroken. Het mansardedak werd met een lantaarnachtige dakruiter bekroond.

## Interieur

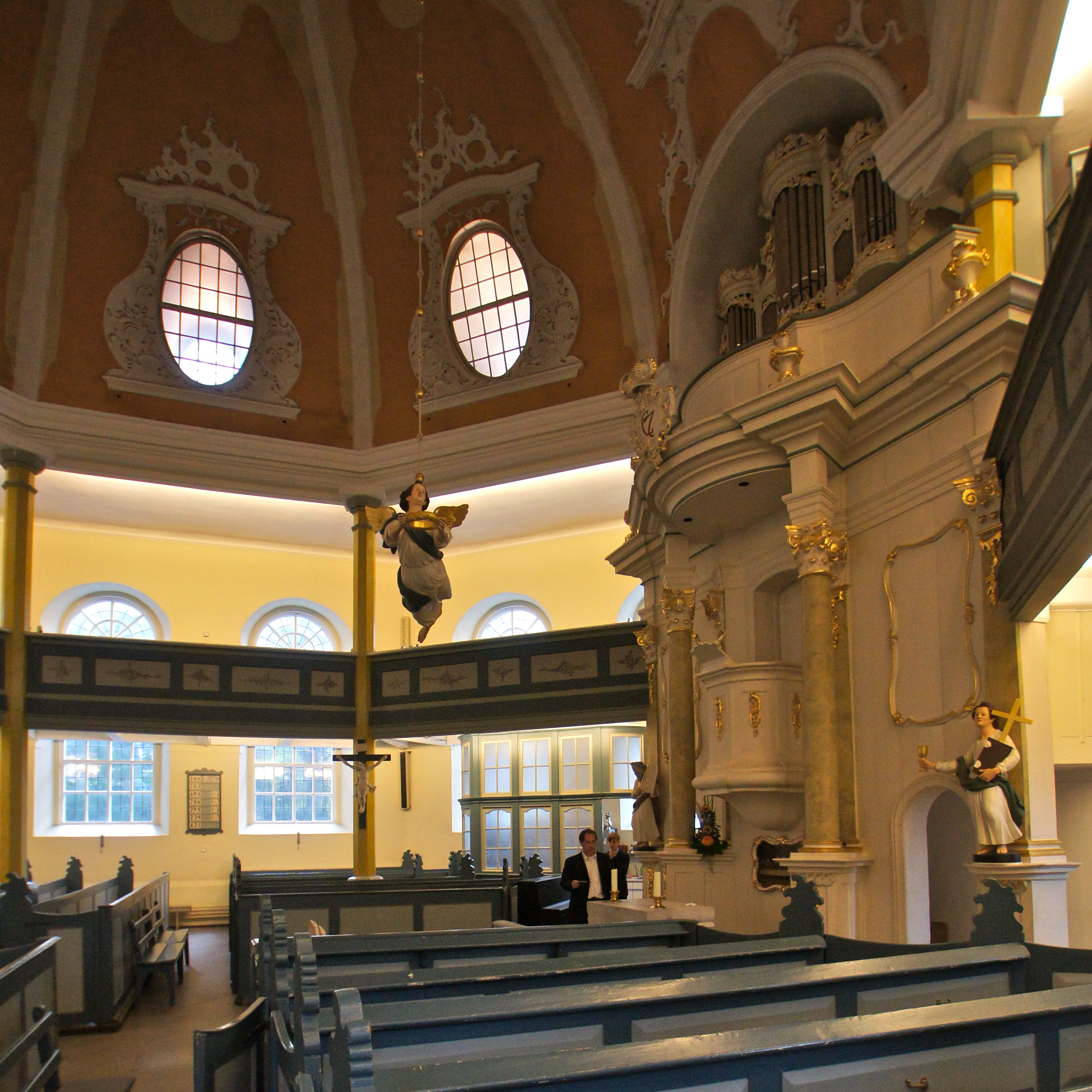
Overzicht interieur

Boven het hoofdportaal en de kansel herinneren de vergulde monogrammen van de Deense koning Christiaan VII aan de initiatiefnemer van de nieuwbouw en de omstandigheden, die tot de bouw van de laatbarokke kerk hebben geleid. Het interieur is in de kleuren roze en grijs uitgevoerd en de koepel okerkleurig. Het middelpunt vormt het kanselaltaar waarboven zich het orgel bevindt. Voor het altaar hangt een engel, die in de handen een doopschaal houdt en bij een doopplechtigheid neergelaten wordt. Het vrijstaande altaar werd van marmer door de beeldhouwer Hans Kock gemaakt en in het kader van de restauratie in 1986 opgesteld. Op de sokkel van het altaar is een druiventros uitgebeeld, een verwijzing naar Jezus' woorden: Ik ben de Wijnstok, en gij de ranken (Johannes 15:1-17). Enigszins onder de kansel staan aan de buitenzijden van het altaar twee houten beelden van Mozes en Johannes. Net als de doopengel stammen de beide beelden uit 1785. Het schilderij onder de kansel is een kopie van het Laatste Avondmaal van Leonardo da Vinci. 
Een galerij loopt van de ene kant van het altaar langs de muren tot het andere eind van het altaar. Op beide zijden van het altaar bevinden zich sacristieën onder de galerij. Sinds 1977 hangt aan de linker galerij een crucifix uit ± 1700. De gemeente heeft het kruis in bruikleen van het Hamburger Geschiedenismuseum (Museum für Hamburgische Geschichte). In het midden van de koepel wordt het Oog Gods voorgesteld.

## Orgel
Het eerste orgel van de kerk werd in 1770 door Johann Daniel Busch gebouwd. Van dit orgel is de oude orgelkas bewaard gebleven. Na 138 jaar werd het orgel in 1908 door een instrument van Marcussen vervangen. Dit orgel werd herhaaldelijk verbouwd en in 1969 vervangen door een 36 registers tellend orgel van de Willi Peter uit Keulen-Mülheim. Dit orgel voldeed niet en in 1993 besloot men tot de bouw van een nieuw orgel, waarbij men het oude pijpmateriaal van het Peter-orgel opnieuw aanwendde. 
Het huidige orgel werd in 1995 door de firma Schuke uit Berlijn geïnstalleerd. Tegelijkertijd vond de restauratie van de oude orgelkas plaats.

## Kerkhof
Direct bij de kerk bevindt zich het oude kerkhof van Niendorf. Het kent een oud bomenbestand en een groot aantal fraaie graven uit de afgelopen eeuwen. Ook staat er op het kerkhof een mausoleum in de stijl van de neorenaissance.

## Afbeeldingen

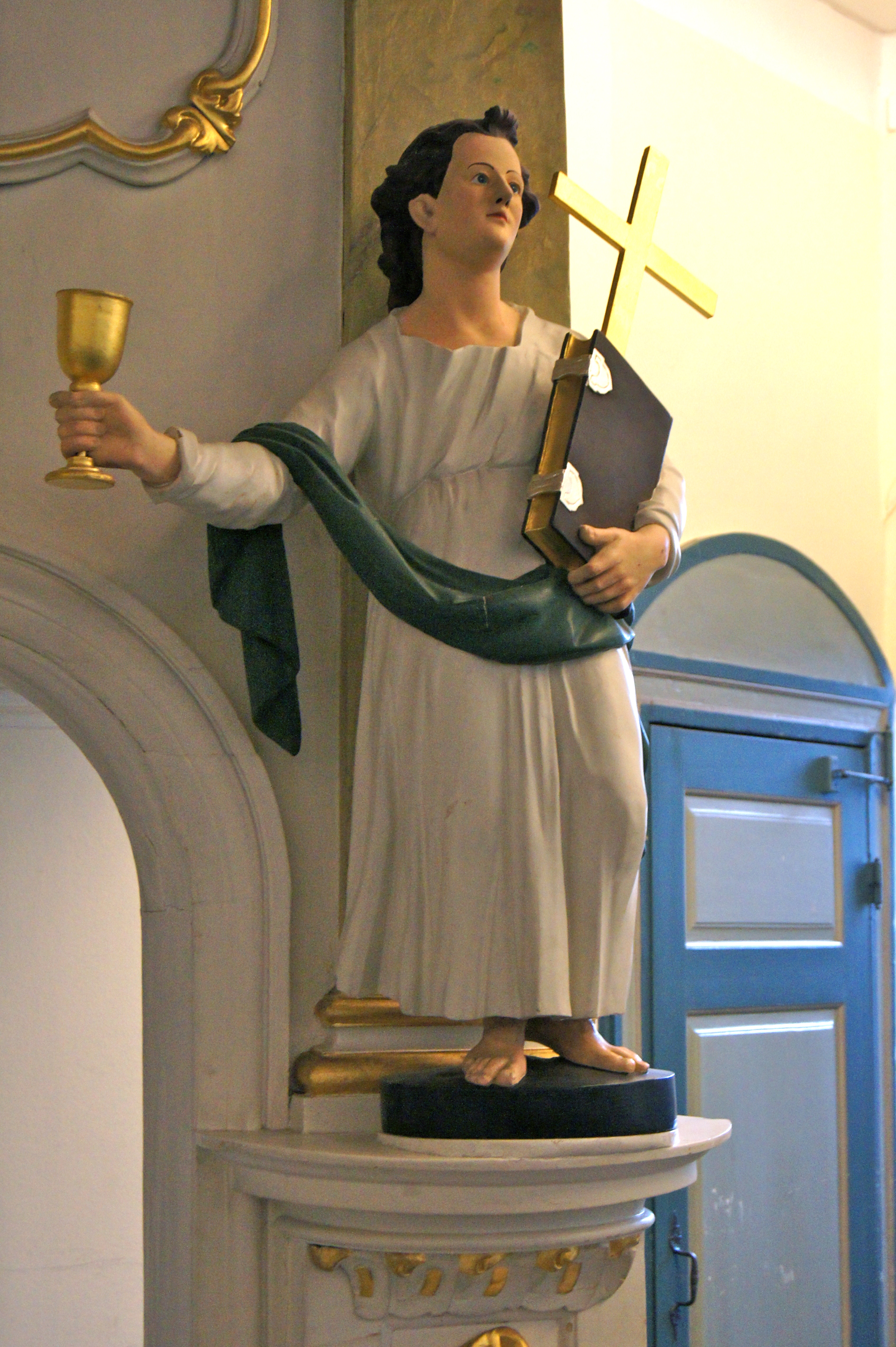
Altaarbeeld van Sint-Jan de Evangelist
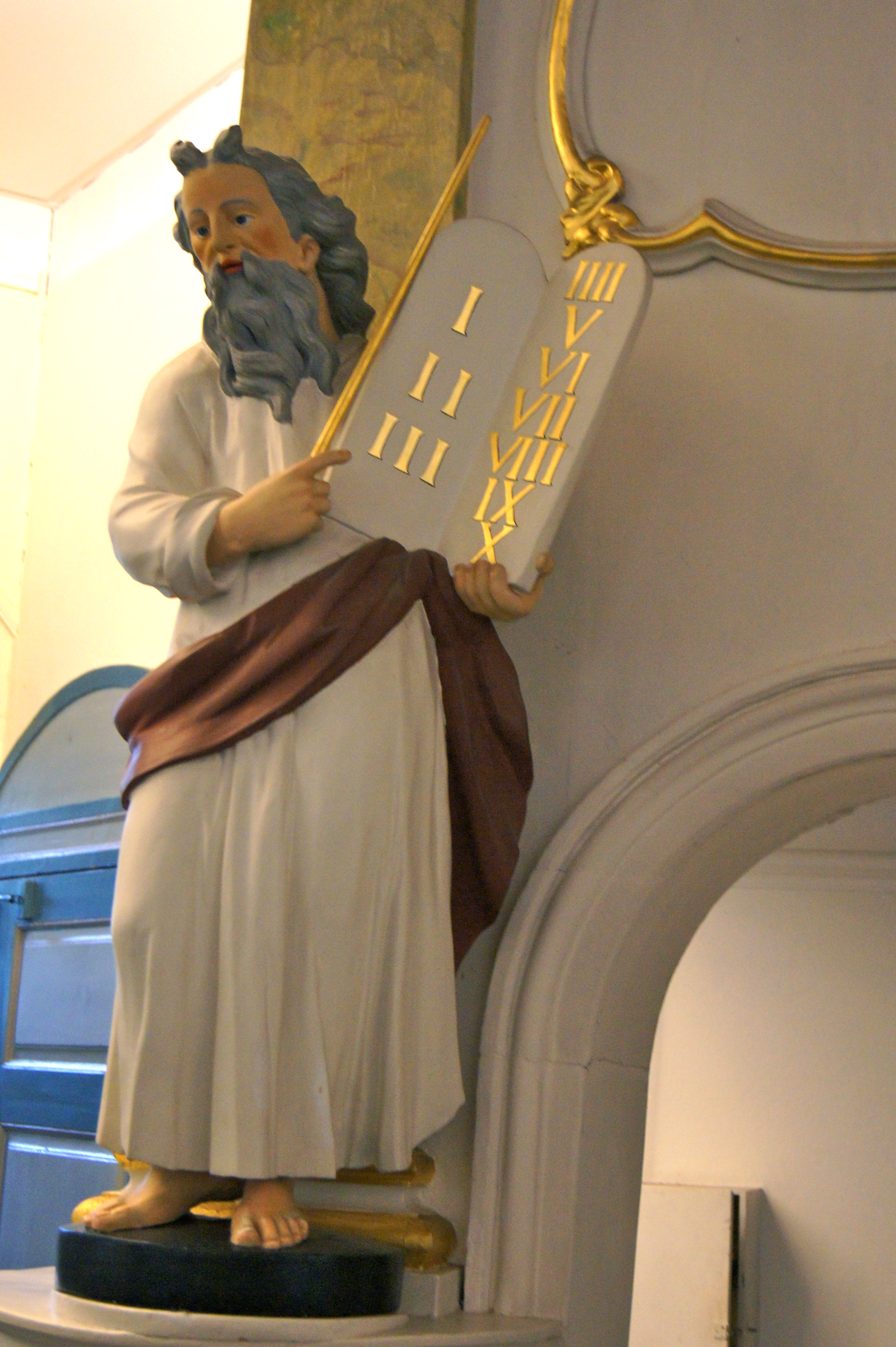
Altaarbeeld van Mozes
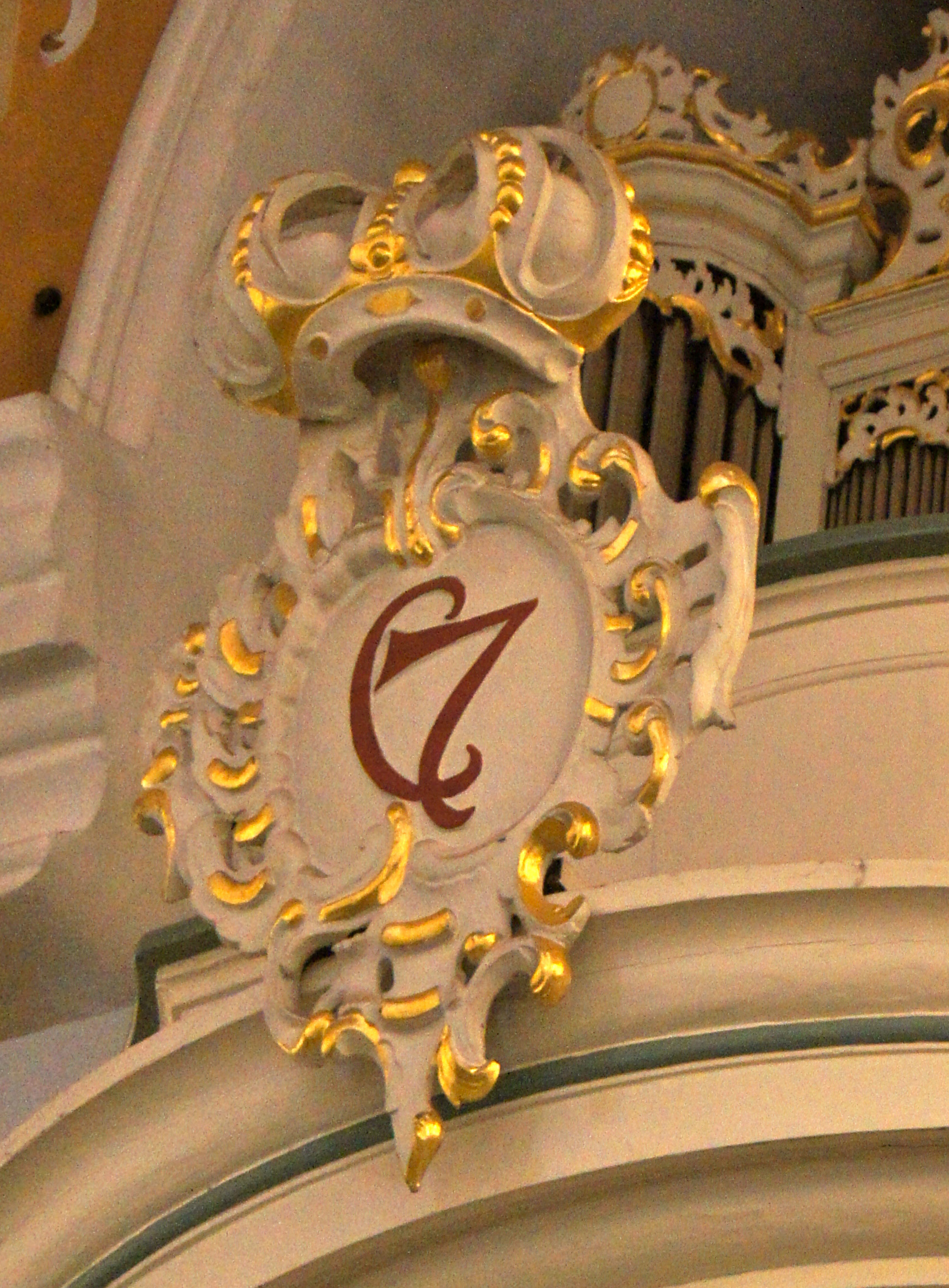
Monogram